# Bienville-la-Petite
Bienville-la-Petite é uma comuna francesa na região administrativa de Grande Leste, no departamento de Meurthe-et-Moselle. Estende-se por uma área de 1,83 km². Em 2010 a comuna tinha 36 habitantes (densidade: 19,7 hab./km²).